# Wesley Koolhof
Wesley Koolhof (17. dubna 1989 Duiven) je nizozemský profesionální tenista, deblový specialista a mezi lety 2022–2023 světová jednička ve čtyřhře, kterou se poprvé stal jako padesátý osmý hráč od zavedení klasifikace v březnu 1976 a čtvrtý Nizozemec po Okkerovi, Haarhuisovi a Eltinghovi. V pěti obdobích na čele strávil třicet čtyři týdnů. Vedení sdílel se spoluhráčem Nealem Skupskim. Ve své dosavadní kariéře na okruhu ATP Tour vyhrál dvacet jedna deblových turnajů včetně Wimbledonu 2023, Madrid Masters 2022, Canada Masters 2022, Paris Masters 2022 i Paris Masters 2024 a také Indian Wells Masters 2024. Na challengerech ATP a okruhu ITF získal jeden titul ve dvouhře a třicet jeden ve čtyřhře.
Na žebříčku ATP byl ve dvouhře nejvýše klasifikován v srpnu 2013 na 462. místě a ve čtyřhře pak v listopadu 2022 na 1. místě. Trénují ho Rob Morgan s Mariuszem Fyrstenbergem. Dříve tuto roli plnil Marco Kroes.
Na nejvyšší grandslamové úrovni se probojoval do finále čtyřhry US Open 2020, v němž s Nikolou Mektićem podlehli Pavićovi se Soaresem. Společně pak ovládli ATP Finals 2020 po závěrečné výhře nad Jürgenem Melzerem a Rogerem-Vasselinem. Stal se tak čtvrtým nizozemským šampionem Turnaje mistrů. Po boku Japonky Eny Šibaharaové triumfoval ve smíšené čtyřhře French Open 2022, když v rozhodujícím duelu porazili Eikeriovou s Vliegenem. Z deblového finále US Open 2022 odešel poražen v páru s Nealem Skupskim. Se stejným partnerem triumfoval o rok později ve Wimbledonu.
V nizozemském daviscupovém týmu debutoval v roce 2019 základní skupinou madridského finálového turnaje proti Velké Británii, v němž s Jeanem-Julienem Rojerem prohráli čtyřhru s Jamiem Murraym a Nealem Skupskim. Britové zvítězili 2:1 na zápasy. Do září 2024 v soutěži nastoupil k dvanácti mezistátním utkáním s bilancí 0–0 ve dvouhře a 5–7 ve čtyřhře.
Nizozemsko reprezentoval na odložených Letních olympijských hrách 2020 v Tokiu, kde před druhým kolem mužské čtyřhry odstoupil s Rojerem pro pozitivní test na covid-19. Zúčastnil se také pařížských Her XXXIII. olympiády, kde ve druhém kole debla s Tallonem Griekspoorem podlehli Španělům Nadalovi s Alcarazem. V utkání o bronzovou medaili ve smíšené soutěži nestačil s Demi Schuursovou na Kanaďany Dabrowskou a Augera-Aliassimeho.
Jeho otcem byl nizozemský fotbalista Jurrie Koolhof (1960–2019).

## Tenisová kariéra
Premiérový titul ve čtyřhře okruhu ATP Tour vybojoval společně s krajanem Matwém Middelkoopem začátkem února na bulharském Garanti Koza Sofia Open 2016, kde si ve finále jako třetí nasazení poradili s rakousko-kanadskou dvojicí Philipp Oswald a Adil Shamasdin. Druhý společný triumf zaznamenali na turnaji Generali Open Kitzbühel v rakouském Kitzbühelu, kde jako nejvýše nasazený pár zdolali domácí nenasazené tenisty Dennise Novaka a Dominica Thiema až v rozhodujícím supertiebreaku.
Na začátku sezóny 2017 získal svůj třetí singlový titul na okruhu, když opět s Middelkoopem porazili ve finále australského Apia International Sydney nejvýše nasazený britsko-brazilský pár Jamie Murray a Bruno Soares po dvousetovém průběhu.

## Soukromý život
Wesley Koolhof se narodil do sportovní rodiny fotbalového skauta Jurrieho a módní návrhářky Monique Koolhofových. Otec byl profesionální nizozemský fotbalista, který také nastupoval za nizozemskou reprezentaci. Matka reprezentovala Nizozemsko v pozemním hokeji. Mladší bratr Dean Koolhof je profesionální fotbalista, jenž hrál za mužstvo De Graafschap v 2. nejvyšší nizozemské lize Eerste Divisie a odehrál několik zápasů v nizozemské reprezentaci do 21 let. Wesley Koolhof začal hrát tenis ve čtyřech letech. Za preferovaný povrch uvedl antuku nebo pomalé dvorce s tvrdým povrchem. Hovoří nizozemsky, německy a anglicky.
V roce 2020 navázal partnerský vztah s německou tenistkou Julií Görgesovou, s níž se oženil v prosinci 2024 v Arnhemu.

## Finále na Grand Slamu

### Mužská čtyřhra: 3 (1–2)
| Stav      | rok  | turnaj    | povrch | spoluhráč     | soupeři ve finále                  | výsledek      |
| --------- | ---- | --------- | ------ | ------------- | ---------------------------------- | ------------- |
| Finalista | 2020 | US Open   | tvrdý  | Nikola Mektić | Mate Pavić Bruno Soares            | 5–7, 3–6      |
| Finalista | 2022 | US Open   | tvrdý  | Neal Skupski  | Rajeev Ram Joe Salisbury           | 6–7(4–7), 5–7 |
| Vítěz     | 2023 | Wimbledon | tráva  | Neal Skupski  | Marcel Granollers Horacio Zeballos | 6–4, 6–4      |

### Smíšená čtyřhra: 1 (1–0)
| Stav  | rok  | turnaj      | povrch | spoluhráčka     | soupeři ve finále               | výsledek      |
| ----- | ---- | ----------- | ------ | --------------- | ------------------------------- | ------------- |
| Vítěz | 2022 | French Open | antuka | Ena Šibaharaová | Ulrikke Eikeriová Joran Vliegen | 7–6(7–5), 6–2 |

## Utkání o olympijské medaile

### Smíšená čtyřhra: 1 (0–1)
| Stav     | rok  | místo konání   | povrch | spoluhráčka     | soupeři                                  | výsledek      |
| -------- | ---- | -------------- | ------ | --------------- | ---------------------------------------- | ------------- |
| 4. místo | 2024 | Paříž, Francie | antuka | Demi Schuursová | Gabriela Dabrowská Félix Auger-Aliassime | 3–6, 6–7(2–7) |

## Finále na okruhu ATP Tour

### Čtyřhra: 45 (21–24)
| Legenda                     |
| --------------------------- |
| Grand Slam (1–2)            |
| Turnaj mistrů (1–0)         |
| ATP Tour Masters 1000 (6–5) |
| ATP Tour 500 (1–6)          |
| ATP Tour 250 (12–11)        |

| Finále podle povrchu |
| -------------------- |
| tvrdý (15–15)        |
| antuka (3–7)         |
| tráva (3–2)          |

| Finále podle prostředí |
| ---------------------- |
| venku (17–16)          |
| hala (4–8)             |

| Stav      | č.  | datum              | turnaj                                | kategorie     | povrch     | spoluhráč          | soupeři ve finále                       | výsledek                   |
| --------- | --- | ------------------ | ------------------------------------- | ------------- | ---------- | ------------------ | --------------------------------------- | -------------------------- |
| Vítěz     | 1.  | 7. února 2016      | Sofie, Bulharsko                      | ATP 250       | tvrdý (h)  | Matwé Middelkoop   | Philipp Oswald Adil Shamasdin           | 5–7, 7–6(11–9), [10–6]     |
| Vítěz     | 2.  | 23. července 2016  | Kitzbühel, Rakousko                   | ATP 250       | antuka     | Matwé Middelkoop   | Dennis Novak Dominic Thiem              | 2–6, 6–3, [11–9]           |
| Vítěz     | 3.  | 14. ledna 2017     | Sydney, Austrálie                     | ATP 250       | tvrdý      | Matwé Middelkoop   | Jamie Murray Bruno Soares               | 6–3, 7–5                   |
| Finalista | 1.  | 19. února 2017     | Rotterdam, Nizozemsko                 | ATP 500       | tvrdý (h)  | Matwé Middelkoop   | Ivan Dodig Marcel Granollers            | 6–7(5–7), 3–6              |
| Finalista | 2.  | 30. července 2017  | Atlanta, Spojené státy                | ATP 250       | tvrdý      | Artem Sitak        | Bob Bryan Mike Bryan                    | 3–6, 4–6                   |
| Finalista | 3.  | 24. září 2017      | Mety, Francie                         | ATP 250       | tvrdý (h)  | Artem Sitak        | Julien Benneteau Édouard Roger-Vasselin | 5–7, 3–6                   |
| Finalista | 4.  | únor 2018          | Bronx, New York, Spojené státy        | ATP 250       | tvrdý (h)  | Artem Sitak        | Max Mirnyj Philipp Oswald               | 4–6, 6–4, [6–10]           |
| Finalista | 5.  | březen 2018        | São Paulo, Brazílie                   | ATP 250       | antuka (h) | Artem Sitak        | Federico Delbonis Máximo González       | 4–6, 2–6                   |
| Finalista | 6.  | květen 2018        | Estoril, Portugalsko                  | ATP 250       | antuka     | Artem Sitak        | Kyle Edmund Cameron Norrie              | 4–6, 2–6                   |
| Finalista | 8.  | říjen 2018         | Stockholm, Švédsko                    | ATP 250       | tvrdý (h)  | Marcus Daniell     | Luke Bambridge Jonny O'Mara             | 5–7, 6–7(8–10)             |
| Vítěz     | 4.  | leden 2019         | Brisbane, Austrálie                   | ATP 250       | tvrdý      | Marcus Daniell     | Rajeev Ram Joe Salisbury                | 6–4, 7–6(8–6)              |
| Finalista | 8.  | březen 2019        | Miami, Spojené státy                  | Masters 1000  | tvrdý      | Stefanos Tsitsipas | Bob Bryan Mike Bryan                    | 5–7, 6–7(8–10)             |
| Finalista | 9.  | duben 2019         | Monte-Carlo, Monako                   | Masters 1000  | antuka     | Robin Haase        | Nikola Mektić Franko Škugor             | 7–6(7–3), 6–7(3–7), [9–11] |
| Finalista | 10. | duben 2019         | Budapešť, Maďarsko                    | ATP 250       | antuka     | Marcus Daniell     | Ken Skupski Neal Skupski                | 3–6, 4–6                   |
| Finalista | 11. | květen 2019        | 's-Hertogenbosch, Nizozemsko          | ATP 250       | tráva      | Marcus Daniell     | Dominic Inglot Austin Krajicek          | 4–6, 6–4, [4–10]           |
| Finalista | 12. | červenec 2019      | Hamburk, Německo                      | ATP 500       | antuka     | Robin Haase        | Oliver Marach Jürgen Melzer             | 2–6, 6–7(3–7)              |
| Finalista | 13. | srpen 2019         | Montréal, Kanada                      | Masters 1000  | tvrdý      | Robin Haase        | Marcel Granollers Horacio Zeballos      | 5–7, 5–7                   |
| Vítěz     | 5.  | leden 2020         | Dauhá, Katar                          | ATP 250       | tvrdý      | Rohan Bopanna      | Luke Bambridge Santiago González        | 3–6, 6–2, [10–6]           |
| Finalista | 14. | únor 2020          | Marseille, Francie                    | ATP 250       | tvrdý (h)  | Nikola Mektić      | Nicolas Mahut Vasek Pospisil            | 3–6, 4–6                   |
| Finalista | 15. | 10. září 2020      | US Open, New York, Spojené státy      | Grand Slam    | tvrdý      | Nikola Mektić      | Mate Pavić Bruno Soares                 | 5–7, 3–6                   |
| Vítěz     | 6.  | 22. listopadu 2020 | Londýn, Velká Británie                | Turnaj mistrů | tvrdý (h)  | Nikola Mektić      | Jürgen Melzer Édouard Roger-Vasselin    | 6–2, 3–6, [10–5]           |
| Vítěz     | 7.  | 2. května 2021     | Mnichov, Německo                      | ATP 250       | antuka     | Kevin Krawietz     | Sander Gillé Joran Vliegen              | 4–6, 6–4, [10–5]           |
| Vítěz     | 8.  | 9. ledna 2022      | Melbourne, Austrálie                  | ATP 250       | tvrdý      | Neal Skupski       | Oleksandr Nedověsov Ajsám Kúreší        | 6–4, 6–4                   |
| Vítěz     | 9.  | 15. ledna 2022     | Adelaide, Austrálie                   | ATP 250       | tvrdý      | Neal Skupski       | Ariel Behar Gonzalo Escobar             | 7–6(7–5), 6–4              |
| Vítěz     | 10. | 15. února 2022     | Dauhá, Katar                          | ATP 250       | tvrdý      | Neal Skupski       | Rohan Bopanna Denis Shapovalov          | 7–6(7–4), 6–1              |
| Finalista | 17. | 2. dubna 2022      | Miami, Spojené státy                  | Masters 1000  | tvrdý      | Neal Skupski       | Hubert Hurkacz John Isner               | 6–7(5–7), 4–6              |
| Finalista | 18. | 24. dubna 2022     | Barcelona, Španělsko                  | ATP 500       | antuka     | Neal Skupski       | Kevin Krawietz Andreas Mies             | 7–6(7–3), 6–7(5–7), [6–10] |
| Vítěz     | 11. | 8. května 2022     | Madrid, Španělsko                     | Masters 1000  | antuka     | Neal Skupski       | Juan Sebastián Cabal Robert Farah       | 6–7(4–7), 6–4, [10–5]      |
| Vítěz     | 12. | 12. června 2022    | 's-Hertogenbosch, Nizozemsko          | ATP 250       | tráva      | Neal Skupski       | Matthew Ebden Max Purcell               | 4–6, 7–5, [10–6]           |
| Vítěz     | 13. | 14. srpna 2022     | Montréal, Kanada                      | Masters 1000  | tvrdý      | Neal Skupski       | Daniel Evans John Peers                 | 6–2, 4–6, [10–6]           |
| Finalista | 19. | 9. září 2022       | US Open, New York, Spojené státy      | Grand Slam    | tvrdý      | Neal Skupski       | Rajeev Ram Joe Salisbury                | 6–7(4–7), 5–7              |
| Vítěz     | 14. | 6. listopadu 2022  | Paříž, Francie                        | Masters 1000  | tvrdý (h)  | Neal Skupski       | Ivan Dodig Austin Krajicek              | 7–6(7–5), 6–4              |
| Finalista | 20. | 19. března 2023    | Indian Wells, Spojené státy           | Masters 1000  | tvrdý      | Neal Skupski       | Rohan Bopanna Matthew Ebden             | 3–6, 6–2, [8–10]           |
| Finalista | 21. | duben 2023         | Barcelona, Španělsko                  | ATP 500       | antuka     | Neal Skupski       | Máximo González Andrés Molteni          | 3–6, 7–6(10–8), [4–10]     |
| Vítěz     | 15. | červen 2023        | 's-Hertogenbosch, Nizozemsko (2)      | ATP 250       | tráva      | Neal Skupski       | Gonzalo Escobar Oleksandr Nedověsov     | 7–6(7–1), 6–2              |
| Vítěz     | 15. | 15. července 2023  | Wimbledon, Londýn, Spojené království | Grand Slam    | tráva      | Neal Skupski       | Marcel Granollers Horacio Zeballos      | 6–4, 6–4                   |
| Finalista | 22. | 4. října 2023      | Peking, Čína                          | ATP 500       | tvrdý      | Neal Skupski       | Ivan Dodig Austin Krajicek              | 7–6(14–12), 3–6, [5–10]    |
| Vítěz     | 17. | leden 2024         | Auckland, Nový Zéland                 | ATP 250       | tvrdý      | Nikola Mektić      | Marcel Granollers Horacio Zeballos      | 6–3, 6–7(5–7), [10–7]      |
| Vítěz     | 18. | únor 2024          | Rotterdam, Nizozemsko                 | ATP 500       | tvrdý (h)  | Nikola Mektić      | Robin Haase Botic van de Zandschulp     | 6–3, 7–5                   |
| Vítěz     | 19. | 15. března 2024    | Indian Wells, Spojené státy           | Masters 1000  | tvrdý      | Nikola Mektić      | Marcel Granollers Horacio Zeballos      | 7–6(7–2), 7–6(7–4)         |
| Finalista | 23. | červen 2024        | 's-Hertogenbosch, Nizozemsko          | ATP 250       | tráva      | Nikola Mektić      | Nathaniel Lammons Jackson Withrow       | 6–7(5–7), 6–7(3–7)         |
| Vítěz     | 20. | říjen 2024         | Šanghaj, Čína                         | Masters 1000  | tvrdý      | Nikola Mektić      | Máximo González Andrés Molteni          | 6–4, 6–4                   |
| Finalista | 24. | říjen 2024         | Basilej, Švýcarsko                    | ATP 500       | tvrdý (h)  | Nikola Mektić      | Jamie Murray John Peers                 | 3–6, 5–7                   |
| Vítěz     | 21. | listopad 2024      | Paříž, Francie (2)                    | Masters 1000  | tvrdý (h)  | Nikola Mektić      | Lloyd Glasspool Adam Pavlásek           | 3–6, 6–3, [10–5]           |

## Tituly na challengerech ATP

### Čtyřhra (14 titulů)
| Legenda          |
| ---------------- |
| Challengery (14) |

| Č.  | datum              | turnaj                   | povrch      | spoluhráč        | poražení finalisté                  | výsledek              |
| --- | ------------------ | ------------------------ | ----------- | ---------------- | ----------------------------------- | --------------------- |
| 1.  | 16. listopadu 2013 | Guayaquil, Ekvádor       | antuka      | Stephan Fransen  | Roman Borvanov Alexander Satschko   | 1–6, 6–2, [10–5]      |
| 2.  | 27. července 2014  | Oberstaufen, Německo     | antuka      | Alessandro Motti | Radu Albot Mateusz Kowalczyk        | 7–6(9–7), 6–3         |
| 3.  | 8. února 2015      | Glasgow, Velká Británie  | tvrdý (h)   | Matwé Middelkoop | Sergej Bubka Oleksandr Nedověsov    | 6–1, 6–4              |
| 4.  | 2. května 2015     | Turín, Itálie            | antuka      | Matwé Middelkoop | Dino Marcan Antonio Šančić          | 4–6, 6–3, [10–5]      |
| 5.  | 4. července 2015   | Marburg, Německo         | antuka      | Matwé Middelkoop | Tobias Kamke Simon Stadler          | 6–1, 7–5              |
| 6.  | 15. srpna 2015     | Praha, Česko             | antuka      | Matwé Middelkoop | Sjarhej Betau Michail Jelgin        | 6–4, 3–6, [10–7]      |
| 7.  | 11. září 2015      | Sevilla, Španělsko       | antuka      | Matwé Middelkoop | Marco Bortolotti Kamil Majchrzak    | 7–6(7–5), 6–4         |
| 8.  | 26. září 2015      | Trnava, Slovensko        | antuka      | Matwé Middelkoop | Kamil Majchrzak Stéphane Robert     | 6–4, 6–2              |
| 9.  | 25. října 2015     | Brest, Francie           | tvrdý (h)   | Matwé Middelkoop | Ken Skupski Neal Skupski            | 3–6, 6–4, [10–6]      |
| 10. | 16. ledna 2016     | Bangkok, Thajsko         | tvrdý       | Matwé Middelkoop | Gero Kretschmer Alexander Satschko  | 6–3, 7–6(7–1)         |
| 11. | 19. července 2016  | Ilkley, Velká Británie   | tráva       | Matwé Middelkoop | Marcelo Demoliner Ajsám Kúreší      | 7–6(7–5), 0–6, [10–8] |
| 12. | 31. července 2016  | Scheveningen, Nizozemsko | antuka      | Matwé Middelkoop | Tallon Griekspoor Tim van Rijthoven | 6–1, 3–6, [13–11]     |
| 13. | 26. listopadu 2016 | Andria, Itálie           | koberec (h) | Matwé Middelkoop | Roman Jebavý Zdeněk Kolář           | 6–3, 6–3              |
| 14. | 13. května 2017    | Aix-en-Provence, Francie | antuka      | Matwé Middelkoop | Andre Begemann Jérémy Chardy        | 2–6, 6–4, [16–14]     |

## Postavení na konečném žebříčku ATP

### Dvouhra
| Rok    | 2009  | 2010   | 2011   | 2012   | 2013   | 2014   | 2015    | 2016–2023 |
| Pořadí | 1711. | ▲ 955. | ▲ 827. | ▲ 570. | ▲ 562. | ▼ 725. | ▼ 1256. | —         |

### Čtyřhra
| Rok    | 2009  | 2010   | 2011   | 2012   | 2013   | 2014   | 2015  | 2016  | 2017  | 2018  | 2019  | 2020 | 2021  | 2022 | 2023 |
| Pořadí | 1231. | ▲ 514. | ▼ 560. | ▲ 392. | ▲ 171. | ▼ 211. | ▲ 67. | ▲ 60. | ▲ 46. | ▲ 42. | ▲ 14. | ▲ 5. | ▼ 21. | ▲ 1. | ▼ 8. |